# Charlie Parker
Charlie 'Bird' Parker, volledige naam: Charles Christopher Parker junior (Kansas City, 29 augustus 1920 – New York, 12 maart 1955), was een Amerikaans componist en altsaxofonist. Parker is een van de belangrijkste namen in de overgang van de traditionele naar de moderne jazz. Hij wordt, samen met Dizzy Gillespie, Thelonious Monk, Charles Brown en Bud Powell, beschouwd als uitvinder van de bebop.

## Levensloop
Charlie Parker werd geboren in Kansas City en speelde saxofoon vanaf zijn zevende. Hij was geenszins een wonderkind maar oefende als een bezetene. Zijn grote idool was Lester Young. Op zijn vijftiende gebeurden er drie vermeldenswaardige dingen: Charlie Parker besloot zich volledig aan de muziek te wijden; Charlie Parker werd tijdens een jamsessie door Jo Jones op vernederende wijze van het podium gestuurd en Charlie Parker begon heroïne te gebruiken (een gewoonte die de rest van zijn leven zou tekenen).
Na de afgang bij Jo Jones oefende Parker nog fanatieker dan voorheen en in de jaren die volgden maakte hij gestaag carrière in diverse bands, met name in de jump-bluesband van Jay McShann. In december 1939 bevond Parker zich in Harlem, New York. Hier kreeg zijn eigen stijl definitief gestalte toen hij zijn inmiddels uitgebreide harmonische kennis toepaste tijdens improvisaties in het nummer "Cherokee". Het zou tijdens de rest van zijn carrière een van zijn favoriete stukken blijven. In 1941 werd tijdens een sessie met de band van Jay McShann de eerste commerciële opname gemaakt van een Charlie-Parkersolo: 'Hootie Blues' was vanaf dat moment de inspiratie voor menig jazzmuzikant en de status van Parker als invloedrijk vernieuwer werd definitief gevestigd.
In 1942 verbraken McShann en Parker hun samenwerking. Parker speelde in diverse bands en vormde vanaf 1944 een team met een andere jazzvernieuwer: trompettist Dizzy Gillespie. Bebop brak hiermee definitief door als dé eigentijdse jazzvorm.

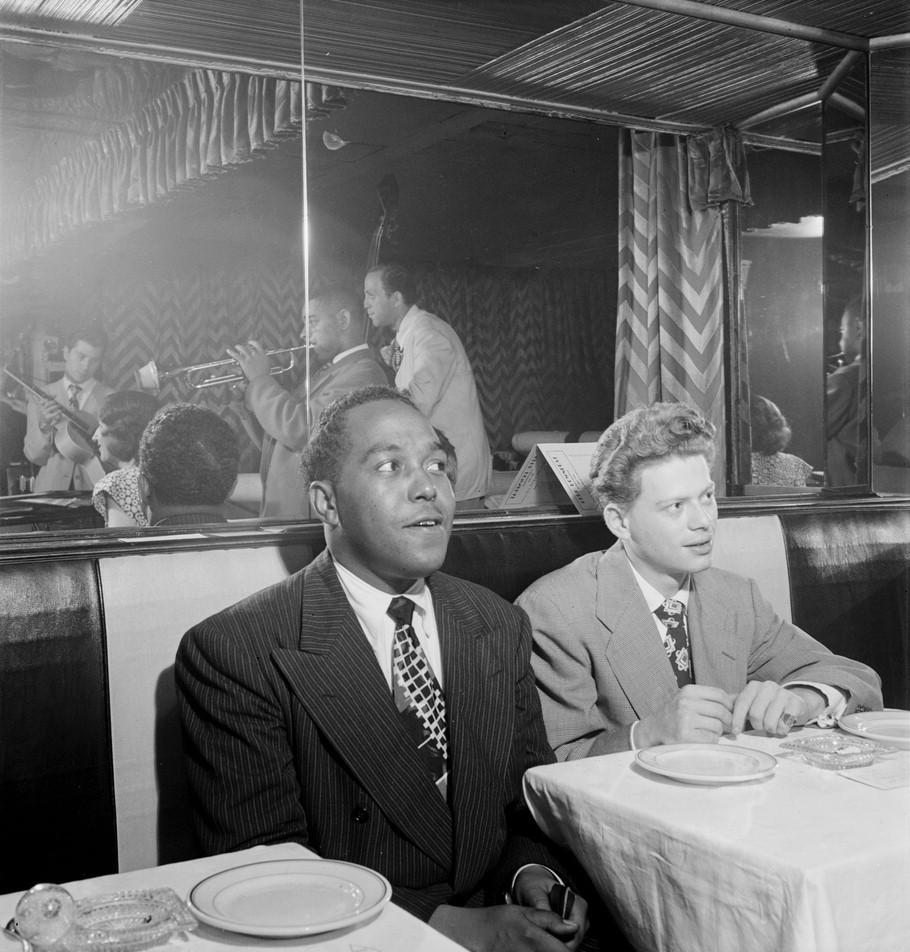
Charlie Parker en trompettist Red Rodney (1947), foto door William P. Gottlieb.

In 1946 eindigde, tijdens een tournee in Californië, de samenwerking met Dizzy die naar New York terugkeerde. Parker bleef in Los Angeles en huurde de veelbelovende jonge trompettist Miles Davis in. Toen overkwam hem iets rampzaligs: drugsdealer 'Moose the Mooche' moest een gevangenisstraf uitzitten en Parker kon zodoende niet aan heroïne komen. Vlak nadat hij tijdens een opnamesessie een hartverscheurend onbehaaglijke versie van 'Loverman' had gespeeld, stortte Parker psychisch ineen en hij werd vervolgens ruim een half jaar lang opgenomen in Camarillo State Hospital. (Hij schreef later een stuk met de titel 'Relaxing at Camarillo'.)
In januari 1947 keerde Parker terug naar New York waar hij weer incidenteel met Dizzy Gillespie optrad.
In 1949 werd 'Birdland' geopend: een jazzclub die naar Parker vernoemd is. Bij wijze van gimmick was de ruimte versierd met talrijke in kooitjes verblijvende vogeltjes, die echter door de rokerige sfeer al snel het loodje legden. In datzelfde jaar liet Parker op 'Charlie Parker with strings', begeleid door orkest, een andere kant van zijn talent horen. Hij ondernam enkele reizen naar Europa waar inmiddels, met name in Parijs, levendige belangstelling voor zijn muziek bestond.
Vanaf 1950 zette de aftakeling in. Hoewel hij bij tijd en wijle nog steeds optredens gaf, begon het drugsgebruik steeds meer zijn tol te eisen. In 1954 ondernam Charlie Parker twee zelfmoordpogingen. In 1955 overleed hij, 34 jaar oud.
De labels waarop Parker te horen is zijn Dial, Savoy,  Capitol en Verve. Daarnaast zijn er de Benedetti recordings en veel live-opnames.
Van 1985 tot 2006 werd tijdens het North Sea Jazz Festival de naar Parker vernoemde Bird Award uitgereikt. In 2006 werd deze omgedoopt in de Paul Acket Award.